# Кильхорн, Лоренц Франц
Лоренц Франц Кильхорн (нем. Lorenz Franz Kielhorn; 31 мая 1840, Оснабрюк — 19 марта 1908, Гёттинген) — немецкий санскритолог.

## Биография
Был профессором санскрита в Deccan College в Пуне (Ост-Индия), затем в Гёттингене. Важнейшие труды Кильхорна: «Çântanavas Phitsûtra» (с немецким переводом, Лейпциг, 1866, в 4 томе «Abhandlungen für die Kunde des Morgenlandes»); «Nâgojîbhattas Paribhâshenduçekhara» (текст и перевод, Бомбей, 1868—1874, в «Bombay Sanskrit Series», которые Кильгорн, вместе с Бюлером, основал в 1866); «Sanskrit Grammar» (Бомбей, 1870; 3 изд., 1888); «Kâtyâyana and Patanjali» (Бомбей, 1876); «Vyâkaranamahab hâshya» (Бомбей, 1880—1885; 2 изд., т. I, 1892). Позже Кильхорн занялся, главным образом, изучением индийских надписей и хронологическими изысканиями, и результаты своих исследований печатал в «Indian Antiquary», «Epigraphia Indica», «Academy» и т. п. изданиях.